# Foucaultsches Schneidenverfahren
Das Foucaultsche Schneidenverfahren ist ein Prüfverfahren für abbildende, optische Flächen. Es ist auch geeignet, die Qualität kompletter optischer Systeme zu analysieren und wird in der Astrofotografie zur Fokussierung des Beobachtungsinstruments verwendet. Es wurde 1856 von Léon Foucault entwickelt.
Das Prüfverfahren ist auch als Messerschneidenmethode, Schneidenmethode, Foucault-Test und unter weiteren ähnlichen Bezeichnungen bekannt.
Das Foucaultsche Schneidenverfahren ist äußerst empfindlich. Es erfordert nur einen geringen technischen Aufwand und ermöglicht sofort eine qualitative Aussage über die zu untersuchende Optik, wobei kleinste Abweichungen von der Idealform direkt und mit bloßem Auge zu sehen sind. Die quantitativen Werte der Abweichungen können über verschiedene Rechenverfahren bis auf wenige Nanometer genau bestimmt werden.

## Anwendung des Schneidenverfahrens am Beispiel eines sphärischen Spiegels

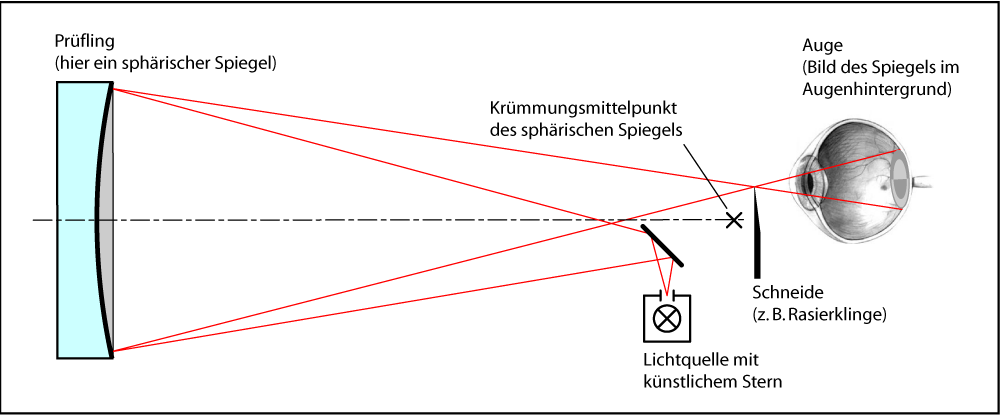
Prüfung eines sphärischen Spiegels (Darstellung des tatsächlichen Strahlengangs im Auge vernachlässigt)

Die Prüfung erfolgt am besten in einem abgedunkelten Raum. Als Hilfsmittel werden eine sehr scharfe Kante (Messerschneide, Rasierklinge) und ein künstlicher Stern benötigt. Die Schneide sollte sich möglichst feinfühlig positionieren lassen (bei einiger Vorsicht ist dafür bereits etwas Knetmasse geeignet). Der künstliche Stern besteht aus einem winzigen Loch (Nadelstich) in einer lichtundurchlässigen Folie (Aluminium oder Messing), das von einer hellen Lampe beleuchtet wird. Günstig ist es, aus Platzgründen vor den künstlichen Stern einen kleinen Ablenkspiegel zu setzen.
Der künstliche Stern wird etwa im Krümmungsmittelpunkt des Spiegels (doppelte Brennweite des Spiegels) positioniert. Der Spiegel bildet den künstlichen Stern wieder in der Nähe dieses Punktes ab. Die Schneide muss nun genau auf diese Abbildung gesetzt werden. Eine visuelle Kontrolle dieser Position ist leicht möglich. Ein Auge muss eine Lage hinter der Schneide haben, dass alles Licht vom Spiegel in die Pupille fallen kann.

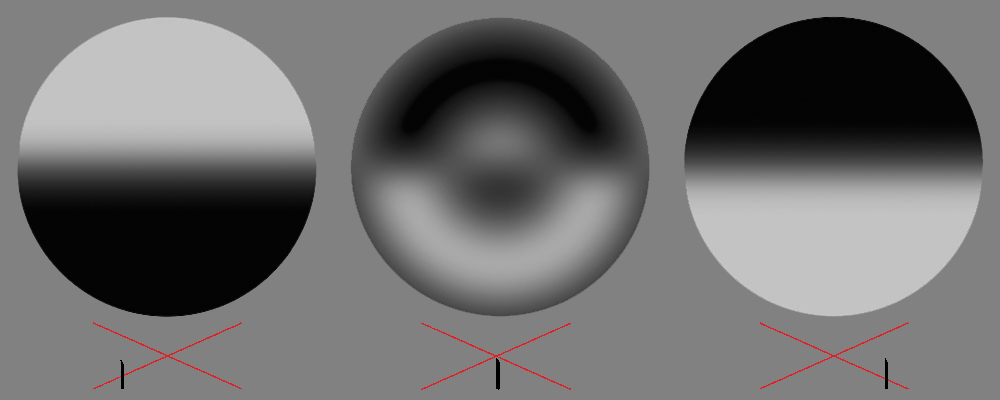
Je nach Lage der Schneide wird ein anderes Bild des zu prüfenden Spiegels wahrgenommen

Der Spiegel erscheint dann als helle Fläche, die zum Teil von der Schneide verdeckt wird. Befindet sich die Schneide zu weit in Richtung Spiegel, wird die Seite des Spiegels verdunkelt, auf der sich die Schneide tatsächlich befindet. Befindet sich die Schneide aber zu dicht vor dem Auge, wird die andere Seite des Spiegels verdunkelt. Wird die Schneide soweit verschoben, dass sie gerade die Abbildung des künstlichen Sterns verdeckt, ist die Kante der Schneide nicht mehr zu sehen. Stattdessen erscheint der Spiegel über die gesamte Fläche etwas dunkler. Nur die Teile des Spiegels, die von der Idealform abweichen, erscheinen wie ein seitlich beleuchtetes Relief entweder heller oder noch dunkler. Die sphärische Form des Spiegels wird dabei nicht sichtbar, weil das Bild nur die Abweichungen von der Sphäre zeigt und nicht die Sphäre selbst.

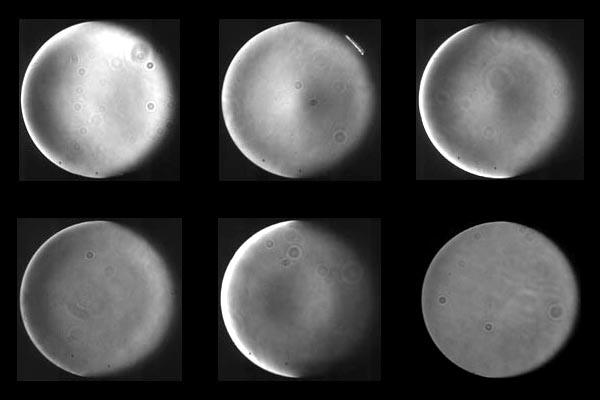
Systematische, schrittweise Verbesserung eines Spiegels unter Kontrolle durch das foucaultsche Schneidenverfahren. Resultat ist eine nahezu perfekte Sphäre, die hier aber als ebene Fläche erscheint.

Wie am Beispiel des sphärischen Spiegels deutlich wird, beruht das foucaultsche Schneidenverfahren darauf, dass alles Licht, welches von einer punktförmigen Lichtquelle kommt, wieder in einem Punkt gesammelt wird. Nur Lichtstrahlen, die von einem fehlerhaften Flächenteil des Prüflings kommen, verlaufen nicht durch diesen Punkt und können deshalb an der Schneide vorbei in das Auge gelangen.

## Prüfung anderer Arten optischer Flächen
Für die Prüfung von Objektiven, einzelnen Linsen oder von parabolischen Spiegeln ist als Hilfsmittel eine weitere Optik nötig. Diese sorgt dafür, dass das Licht des künstlichen Sterns zu parallelem Licht umgeformt und anschließend durch den Prüfling in dessen Fokus vereinigt wird. Eine solche Hilfsoptik muss natürlich eine perfekte Form haben, damit ihre Fehler nicht die Prüfresultate verfälschen.
Für Linsenoptiken bietet sich auch das Verfahren der Autokollimation an. Dabei wird hinter den Prüfling ein Planspiegel gestellt, so dass das Licht ein zweites Mal den Prüfling durchquert, bevor es wieder in einem Punkt konzentriert wird.

## Prüfung astronomischer Instrumente an einem hellen Stern
Ein heller Stern am Himmel ist natürlich auch als Prüfmittel geeignet. Die Schneide kann an einer Okularsteckhülse befestigt werden. Auch ein spezieller Prüfansatz, der oft Foucault-Tester genannt wird, ist sinnvoll. Ist ein solcher Aufsteckansatz für ein Beobachtungsinstrument so gestaltet, dass seine Länge auf eine bestimmte Fotokamera abgestimmt ist und haben Kamera und Prüfansatz die gleichen Anschlüsse, kann der Prüfansatz auch als Fokussierhilfe für die Astrofotografie dienen.